# Леттнер (архитектура)

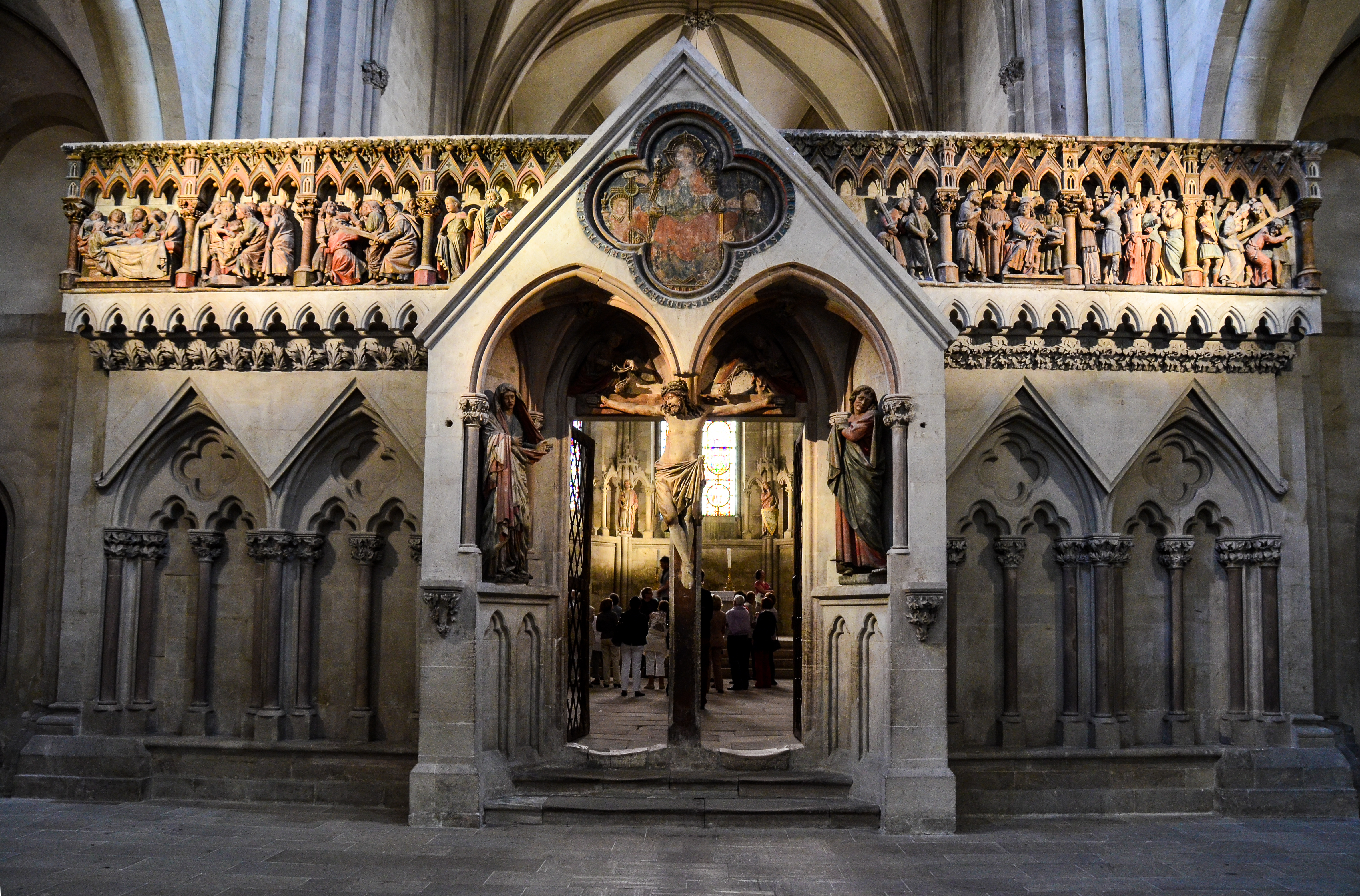
Леттнер Наумбургского собора

Леттнер (нем. Lettner, от Letter — буква, писание) — в романских и готических соборах средневековой Германии — поперечная преграда, отделяющая западную часть главного нефа от хор — восточной части, примыкающей к алтарю. С трибуны леттнера читали библейские тексты. Отсюда название.
В хоре западноевропейских соборов устраивали скамьи или кресла для священнослужителей. Леттнер закрывает хор от присутствующих в храме мирян. В центре леттнера обычно находится портал с воротами (стрельчатой аркой). Верхнюю часть оформляли в виде трибуны с парапетом, образующей подобие небольшой капеллы.
Роль леттнера близка амвону восточных, православных храмов, а его ворота аналогичны Царским Вратам иконостаса. В средневековых соборах Франции навесную галерею, проходящую поперёк нефа, так и называют: амвон. В центре такого амвона устанавливали Триумфальный крест с Распятием. Такой навесной амвон (1521—1525) устроен в парижской церкви Сент-Этьен-дю-Мон. Восточную часть храма, расположенную за хором, с апсидой и амбулаторием во Франции стали называть «шеве́» (фр. chevet — изголовье). В английских храмах используют другое название — «скрин» («экран, ширма, перегородка»).
Образованная с появлением леттнера западная часть нефа сходна с притвором, нартексом или вестверком (западной частью или западной пристройкой к нефу). Появление такой композиции в архитектуре средневековых храмов XIII—XIV веков связано с увеличением числа прихожан, расширением внутреннего пространства и усилением значения скульптурного убранства. Один из наиболее ранних примеров — леттнер собора в Наумбурге (1250—1260-е годы).